# La Trinidad, Guasave
La Trinidad är en ort i Mexiko.   Den ligger i kommunen Guasave och delstaten Sinaloa, i den västra delen av landet, 1 200 km nordväst om huvudstaden Mexico City. La Trinidad ligger 36 meter över havet och antalet invånare är 4 385.
Terrängen runt La Trinidad är mycket platt, och sluttar söderut. Runt La Trinidad är det ganska tätbefolkat, med 100 invånare per kvadratkilometer. Närmaste större samhälle är Leyva Solano, 17,3 km sydväst om La Trinidad. Trakten runt La Trinidad består till största delen av jordbruksmark.